# Aloe aageodonta
Aloe aageodonta é uma espécie de liliopsida do gênero Aloe, pertencente à família Asphodelaceae.